# Tim Sylvia
Timothy Deane Sylvia (ur. 5 marca 1976 w Ellsworth) – amerykański zawodnik mieszanych sztuk walki (MMA) w latach 2001-2015. Były dwukrotny mistrz wagi ciężkiej UFC (2003, 2006-2007).

## Kariera MMA

### Wczesna kariera
W mieszanych sztukach walki zadebiutował 19 stycznia 2001 roku na gali IFC: Battleground 2001, wygrywając wtedy z Randym Durantem przez techniczny nokaut.
16 marca 2002, wygrał turniej Extreme Challenge 47, który odbywał się w Orem w stanie Utah. Jeszcze tego samego roku zwyciężył w kolejnym turnieju na gali Superbrawl 24: ROTH 2, pokonując w finale Mike’a Whiteheada.

### UFC
Po serii trzynastu wygranych pojedynków z rzędu związał się z Ultimate Fighting Championship. W UFC zadebiutował 27 września 2002 roku na gali UFC 39, która odbyła się w Uncasville. Sylvia pokonał wtedy przez TKO Wesleya Correirę. Po niecałych pięciu miesiącach zdobył pas mistrzowski wagi ciężkiej, pokonując przez TKO Ricco Rodrigueza na gali UFC 41. Pierwszą jego obronę stoczył 26 września 2003 roku na UFC 44, nokautując Gana McGee. Po walce testy antydopingowe wykazały w organizmie Sylvii niedozwoloną substancję − steryd anaboliczny stanozolol. Zawodnik przyznał się do jego stosowania. W konsekwencji komisja stanowa NSAC zawiesiła go na cztery miesiące oraz ukarała finansowo na kwotę 7500 dolarów, a sam Sylvia zrezygnował z pasa mistrzowskiego wagi ciężkiej.
19 czerwca 2004, na UFC 48, próbował bezskutecznie odzyskać tytuł w walce z Frankiem Mirem. Pod koniec pierwszej minuty starcia Mir złamał mu rękę, zakładając dźwignię na staw łokciowy. Sędzia ogłosił techniczne poddanie i tym samym Mir został nowym mistrzem wagi ciężkiej.

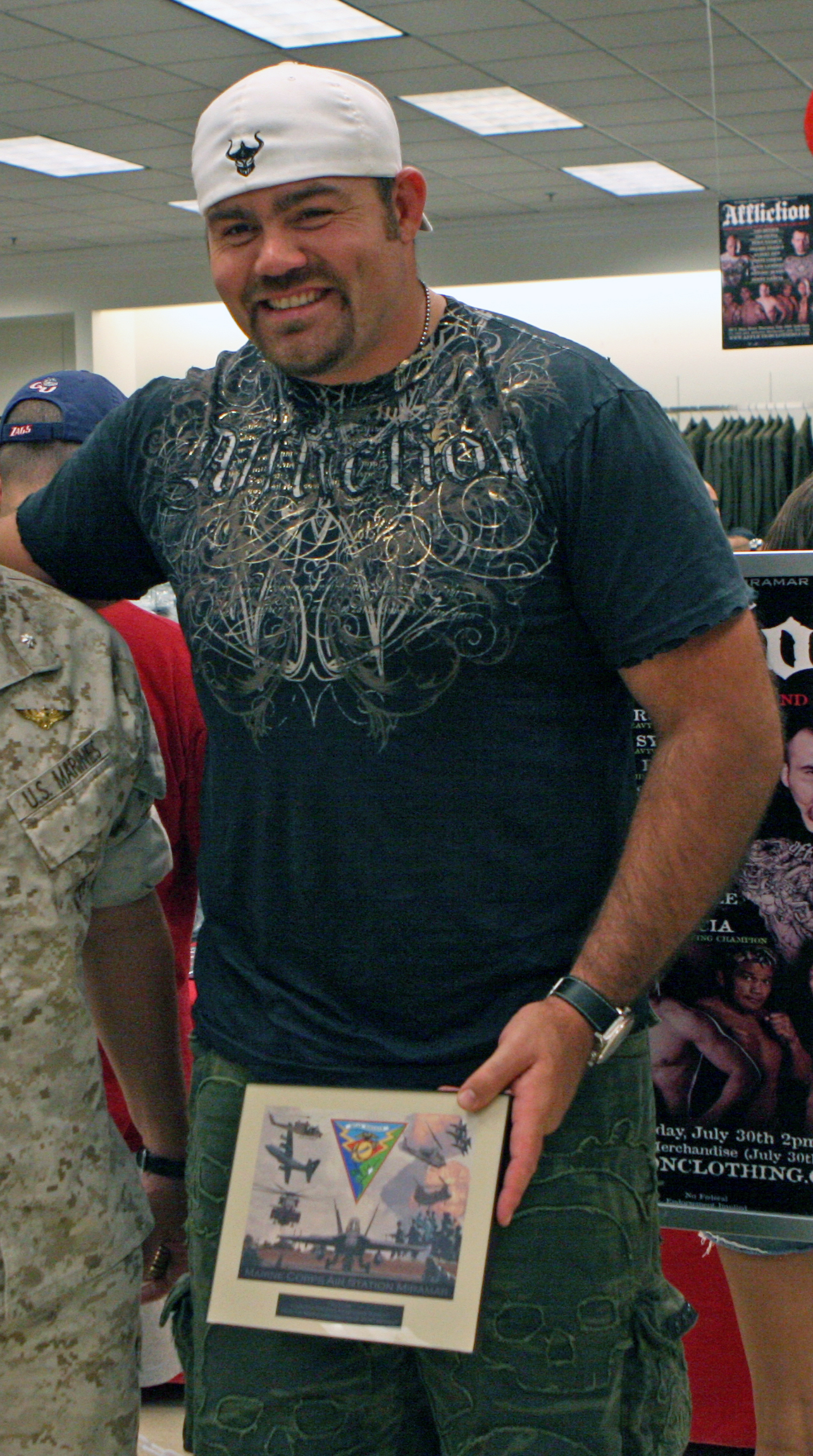
Tim Sylvia

5 stycznia 2005 roku, Sylvia stoczył pojedynek o tymczasowe mistrzostwo wagi ciężkiej. Przegrał jednak z Białorusinem Andrejem Arłouskim przez poddanie (klucz na stopę). Do rewanżu doszło 15 kwietnia 2006 roku na gali UFC 59. Tym razem zwycięzcą okazał się Amerykanin, nokautując w pierwszej rundzie Białorusina, odbierając mu tym samym pas. 8 lipca 2006 roku, w pierwszej obronie mistrzostwa zmierzył się ponownie z Arłouskim. Po pięciorundowym pojedynku sędziowie orzekli jednogłośnie zwycięstwo Sylvii. Jeszcze w tym samym roku, 18 listopada, drugi raz obronił pas mistrzowski, pokonując przez jednogłośną decyzję Jeffa Monsona. Tytuł stracił na gali UFC 68, 3 marca 2007 na rzecz Randy’ego Couture’a.
2 lutego 2008 roku, przegrał pojedynek o tymczasowe mistrzostwo w wadze ciężkiej z Antonio Rodrigo Nogueirą. Po tej walce właściciele UFC nie przedłużyli kontraktu z Sylvią.

### Po UFC
Po zwolnieniu z UFC zanotował dwie porażki, kolejno z Fiodorem Jemieljanienko na gali Affliction: Banned. przez poddanie oraz z bokserem Rayem Mercerem przez nokaut w 1. rundzie.
21 maja 2010, stoczył wygrany pojedynek z Mariuszem Pudzianowskim na gali Moosin: God of Martial Arts. Jeszcze tego samego roku, 14 sierpnia znokautował byłego pretendenta do pasa UFC i Strikeforce Paula Buentello, zdobywając tym samym pas mistrzowski Powerhouse World Promotions.
5 listopada 2011, stoczył pojedynek na gali ProElite 2. Przeciwnikiem miał być początkowo Pedro Rizzo, ale doznał on kontuzji. Zastąpił go więc Andreas Kraniotakes, którego Sylvia pokonał przez jednogłośną decyzję.
31 sierpnia 2012, doszło do czwartego starcia między Sylvią a Andrejem Arłouskim na gali ONE FC 5 na Filipinach. Pod koniec 2. rundy Arłouski znokdaunował Sylvię po czym zadał nieprzepisowe kopnięcie w głowę leżącego przeciwnika. Sylvia odmówił dalszej kontynuacji walki co spotkało się z dużą dezaprobatą publiczności zgromadzonej na widowni. Sędziowie po dłuższej analizie zdecydowali się ogłosić wynik walki jako no contest (nierozstrzygnięty).
5 stycznia 2015, ogłosił zakończenie kariery zawodniczej, po tym jak nie został dopuszczony do walki z powodów zdrowotnych.

## Osiągnięcia

### Mieszane sztuki walki
- 2002: Extreme Challenge 47 – 1. miejsce w turnieju wagi ciężkiej
- 2002: Superbrawl 24: ROTH 2 – 1. miejsce w turnieju wagi ciężkiej
- 2003, 2006-2007: Mistrz Ultimate Fighting Championship w wadze ciężkiej
- 2005: Mistrz ISKA-MMA w wadze superciężkiej[4]
- 2010: Mistrz Powerhouse World Promotions w wadze ciężkiej

## Lista walk w MMA
| Wynik      | Bilans    | Przeciwnik (bilans przed walką)   | Rozstrzygnięcie                                                          | Runda | Czas | Rozgrywki                          | Data       | Miejsce        | Uwagi |
| ---------- | --------- | --------------------------------- | ------------------------------------------------------------------------ | ----- | ---- | ---------------------------------- | ---------- | -------------- | --- |
| Przegrana  | 31-10 (1) | Rusłan Magomiedow (10-1)          | Decyzja (jednogłośna)                                                    | 3     | 5:00 | Fight Nights: Battle of Moscow 13  | 27.10.2013 | Moskwa         | Walka w wadze superciężkiej                                                                                              |
| Przegrana  | 31-9 (1)  | Tony Johnson (6-1)                | TKO (przerwanie przez lekarza)                                           | 3     | 3:25 | One FC 9 - Rise to Power           | 31.05.2013 | Pasay City     | Limit umowny do 122,9 kg. Silva nie wykonał wagi                                                                         |
| Przegrana  | 31-8 (1)  | Satoshi Ishii (5-3-1)             | Decyzja (jednogłośna)                                                    | 3     | 5:00 | INOKI-BOM-BA-YE 2012               | 31.12.2012 | Tokyo          | Walka w wadze otwartej                                                                                                   |
| No contest | 31-7 (1)  | Andrej Arłouski (17-9)            | No-contest (nieprzepisowe kopnięcie Arłouskiego w głowę leżącego Sylvii) | 2     | 4:46 | One FC 5 - Pride a Nation          | 31.08.2012 | Quezon         | Limit umowny do 129,2 kg. Silva nie wykonał wagi                                                                         |
| Wygrana    | 31-7      | Randy Smith (14-10-1)             | TKO (ciosy pięściami)                                                    | 1     | 0:12 | NEF - Fight Night 3                | 16.06.2012 | Lewiston       | |
| Wygrana    | 30-7      | Andreas Kraniotakes (12-4)        | Decyzja (jednogłośna)                                                    | 3     | 5:00 | Pro Elite 2                        | 05.11.2011 | Moline         | Powrót do wagi ciężkiej                                                                                                  |
| Wygrana    | 29-7      | Patrick Barrentine (9-5)          | TKO (ciosy pięściami i łokciami)                                         | 1     | 2:09 | Fight Tour                         | 20.08.2011 | Rockford       | |
| Przegrana  | 28-7      | Abe Wagner (8-3)                  | TKO (ciosy pięściami)                                                    | 1     | 0:32 | Titan Fighting Championship 16     | 28.01.2011 | Kansas City    | |
| Wygrana    | 28-6      | Vince Lucero (20-18-1)            | Poddanie (ciosy pięściami)                                               | 1     | 2:44 | CFX Extreme Challenge on Target    | 11.12.2010 | Minneapolis    | |
| Wygrana    | 27-6      | Paul Buentello (28-12)            | KO (cios pięścią)                                                        | 2     | 4:57 | PWP − War on the Mainland          | 14.08.2010 | Irvine         | Zdobył mistrzostwo PWP w wadze ciężkiej                                                                                  |
| Wygrana    | 26-6      | Mariusz Pudzianowski (2-0)        | Poddanie (ciosy pięściami)                                               | 2     | 1:43 | Moosin: God of Martial Arts        | 21.05.2010 | Worcester      | |
| Wygrana    | 25-6      | Jason Riley (6-1)                 | TKO (ciosy pięściami)                                                    | 1     | 2:32 | Adrenaline MMA 4: Sylvia vs. Riley | 18.09.2009 | Council Bluffs | |
| Przegrana  | 24-6      | Ray Mercer (0-0)                  | KO (cios pięścią)                                                        | 1     | 0:09 | Adrenaline MMA 3: Bragging Rights  | 13.06.2009 | Birmingham     | Walka w wadze superciężkiej                                                                                              |
| Przegrana  | 24-5      | Fiodor Jemieljanienko (28-1)      | Poddanie się (duszenie zza pleców)                                       | 1     | 0:36 | Affliction: Banned                 | 19.07.2008 | Anaheim        | Pojedynek o mistrzostwo WAMMA w wadze ciężkiej                                                                           |
| Przegrana  | 24-4      | Antônio Rodrigo Nogueira (30-4-1) | Poddanie (duszenie gilotynowe)                                           | 3     | 1:28 | UFC 81                             | 02.02.2008 | Las Vegas      | Pojedynek o tymczasowe mistrzostwo UFC w wadze ciężkiej. Bonus za walkę wieczoru                                         |
| Wygrana    | 24-3      | Brandon Vera (8-0)                | Decyzja (jednogłośna)                                                    | 3     | 5:00 | UFC 77                             | 21.10.2007 | Cincinnati     | |
| Przegrana  | 23-3      | Randy Couture (14-8)              | Decyzja (jednogłośna)                                                    | 5     | 5:00 | UFC 68                             | 03.03.2007 | Columbus       | Stracił mistrzostwo UFC w wadze ciężkiej                                                                                 |
| Wygrana    | 23-2      | Jeff Monson (23-5)                | Decyzja (jednogłośna)                                                    | 5     | 5:00 | UFC 65                             | 18.11.2006 | Sacramento     | Obronił mistrzostwo UFC w wadze ciężkiej                                                                                 |
| Wygrana    | 22-2      | Andrej Arłouski (10-4)            | Decyzja (jednogłośna)                                                    | 5     | 5:00 | UFC 61                             | 08.07.2006 | Las Vegas      | Obronił mistrzostwo UFC w wadze ciężkiej                                                                                 |
| Wygrana    | 21-2      | Andrej Arłouski (10-3)            | TKO (ciosy pięściami)                                                    | 1     | 2:43 | UFC 59                             | 15.04.2006 | Anaheim        | Zdobył mistrzostwo UFC w wadze ciężkiej                                                                                  |
| Wygrana    | 20-2      | Assuerio Silva (11-3)             | Decyzja (jednogłośna)                                                    | 2     | 5:00 | UFC Ultimate Fight Night 3         | 16.01.2006 | Las Vegas      | |
| Wygrana    | 19-2      | Tra Telligman (7-4-1)             | KO (kopnięcie w głowę)                                                   | 1     | 4:59 | UFC 54                             | 20.08.2005 | Las Vegas      | |
| Wygrana    | 18-2      | Mike Block (4-0)                  | TKO (ciosy pięściami)                                                    | 1     | 1:26 | IFC – Caged Combat                 | 21.05.2005 | Columbus       | Zdobył mistrzostwo ISKA-MMA w wadze superciężkiej                                                                        |
| Przegrana  | 17-2      | Andrej Arłouski (7-3)             | Poddanie (dźwignia na staw skokowy)                                      | 1     | 0:47 | UFC 51                             | 05.02.2005 | Las Vegas      | Pojedynek o tymczasowe mistrzostwo UFC w wadze ciężkiej                                                                  |
| Wygrana    | 17-1      | Wes Sims (7-6)                    | TKO (ciosy pięściami)                                                    | 1     | 1:32 | Superbrawl 38                      | 12.12.2004 | Honolulu       | |
| Przegrana  | 16-1      | Frank Mir (7-1)                   | Poddanie (dźwignia na staw łokciowy)                                     | 1     | 0:50 | UFC 48                             | 19.06.2004 | Las Vegas      | Pojedynek o mistrzostwo UFC w wadze ciężkiej                                                                             |
| Wygrana    | 16-0      | Gan McGee (12-1)                  | KO (ciosy pięściami)                                                     | 1     | 1:54 | UFC 44                             | 26.09.2003 | Las Vegas      | Obronił mistrzostwo UFC w wadze ciężkiej. Zrezygnował z niego po walce z powodu pozytywnego wyniku testu antydopingowego |
| Wygrana    | 15-0      | Ricco Rodriguez (14-1)            | KO (ciosy pięściami)                                                     | 1     | 3:09 | UFC 41                             | 28.02.2003 | Atlantic City  | Zdobył mistrzostwo UFC w wadze ciężkiej                                                                                  |
| Wygrana    | 14-0      | Wesley Correira (7-3)             | TKO (poddanie przez narożnik)                                            | 2     | 1:43 | UFC 39                             | 27.09.2002 | Uncasville     | Debiut w UFC |
| Wygrana    | 13-0      | Jeff Gerlick (0-0)                | TKO (ciosy pięściami)                                                    | 1     | 3:17 | Extreme Challenge 48               | 27.07.2002 | Tama           | |
| Wygrana    | 12-0      | Mike Whitehead (2-1)              | TKO (ciosy pięściami)                                                    | 1     | 2:38 | Superbrawl 24: ROTH 2              | 27.04.2002 | Honolulu       | Finał turnieju wagi ciężkiej                                                                                             |
| Wygrana    | 11-0      | Jason Lambert (7-2)               | TKO (ciosy pięściami)                                                    | 2     | 4:13 | Superbrawl 24: ROTH 2              | 27.04.2002 | Honolulu       | Półfinał turnieju wagi ciężkiej                                                                                          |
| Wygrana    | 10-0      | Boyd Ballard (1-0)                | KO (cios kolanem)                                                        | 1     | 3:21 | Superbrawl 24: ROTH 2              | 27.04.2002 | Honolulu       | Ćwierćfinał turnieju wagi ciężkiej                                                                                       |
| Wygrana    | 9-0       | Mike Whitehead (1-0)              | TKO (ciosy pięściami)                                                    | 1     | 3:46 | Superbrawl 24: ROTC 1              | 26.04.2002 | Honolulu       | |
| Wygrana    | 8-0       | Matt Fremmbling (3-0)             | Decyzja (jednogłośna)                                                    | 2     | 5:00 | Extreme Challenge 47               | 16.03.2002 | Orem           | Finał turnieju Extreme Challenge wagi ciężkiej                                                                           |
| Wygrana    | 7-0       | Gino De La Cruz (0-1)             | TKO (ciosy pięściami)                                                    | 1     | 0:43 | Extreme Challenge 47               | 16.03.2002 | Orem           | Półfinał turnieju Extreme Challenge wagi ciężkiej                                                                        |
| Wygrana    | 6-0       | Ernest Henderson (0-1)            | TKO (ciosy pięściami)                                                    | 1     | 0:36 | Extreme Challenge 47               | 16.02.2002 | Clive          | Ćwierćfinał turnieju Extreme Challenge wagi ciężkiej                                                                     |
| Wygrana    | 5-0       | Greg Wikan (4-7)                  | Poddanie (duszenie)                                                      | 3     | 2:20 | Extreme Challenge Trials           | 17.11.2001 | Davenport      | |
| Wygrana    | 4-0       | Ben Rothwell (2-0)                | Decyzja (jednogłośna)                                                    | 3     | 5:00 | Extreme Challenge 42               | 24.08.2001 | Davenport      | |
| Wygrana    | 3-0       | Greg Wikan (2-6)                  | TKO (poddanie przez narożnik)                                            | 1     | 5:00 | UW – Ultimate Fight Minnesota      | 02.06.2001 | Bloomington    | |
| Wygrana    | 2-0       | Gabe Beauperthy (2-1)             | Poddanie (duszenie)                                                      | 2     | 4:16 | GC 3: Showdown at Soboba           | 07.04.2001 | Friant         | |
| Wygrana    | 1-0       | Randy Durant (1-0)                | TKO (ciosy pięściami)                                                    | 1     | 2:05 | IFC – Battleground 2001            | 19.01.2001 | Atlantic City  | Debiut w MMA |